# Austin St. John
Austin St. John, nome artístico de Jason Lawrence Geiger (Roswell, 17 de setembro de 1974) é um ex-artista marcial e ator estadunidense, conhecido internacionalmente por interpretar Jason Lee Scott, o Ranger Vermelho original e líder da equipe na seriado infantil de televisão Mighty Morphin' Power Rangers. Austin voltou a interpretar Jason na quarta temporada da série intitulada "Power Rangers: Zeo. como o segundo Ranger Dourado da temporada.
St. John também trabalhou como Técnico Médico de Emergência (EMT), paramédico, bombeiro, formado em Medicina de urgência, ele atuou como médico de voo e médico tático trabalhando durante anos na fronteira entre o Kuwait e o Iraque.

## Vida pessoal
Quando era pequeno, Austin passou boa parte de sua infância mudando de cidade para cidade com seu pai Steve, que é marinheiro. Luta artes marciais desde os 5 anos, e fala quatro línguas: inglês, espanhol, italiano e coreano. Além de poliglota, Austin é descendente de irlandeses, alemães, italianos, japoneses, espanhóis e de nativos americanos.
Seu sonho era ser um jogador de beisebol profissional pelo Boston Red Sox. Além do beisebol, seus esportes favoritos são futebol americano, futebol e trekking.
O nome Austin St. John foi uma sugestão dos produtores de Power Rangers no início da carreira do ator, na fase de escolha do elenco para a série. Os produtores consideravam Jason Geiger um nome muito comum para um artista. O nome Austin foi escolhido pelos produtores e St. John foi escolha pessoal do ator, que ironicamente ganhou o personagem Jason Lee Scott, ficando mundialmente conhecido pelo seu personagem em Power Rangers.
Em 17 de maio de 2022, St. John foi indiciado acusado de fraudar o Programa de Proteção de Salários da Small Business Association, se condenado, ele poderá ficar até 20 anos preso.
Após o incidente, St. John concordou em cumprir a pena em liberdade condicional e ficar impossibilitado de deixar o Texas, estado onde reside. No entanto, como ele precisa se deslocar à trabalho para participar de convenções fora da jurisdição texana, o tribunal aceitou permitir que o ator deixasse o estado em compromissos profissionais. Em 25 de maio de 2022, St. John, por meio de seu canal do YouTube, confirmou a veracidade destes acontecimentos, e informou que estava legalmente impossibilitado de responder questionamentos referentes a estes fatos nas convenções em que participa.

## Power Rangers
Com apenas 17 anos, Austin St. John participou de um teste para uma nova série americana adaptada dos tokusatsus japoneses. Austin St. John conseguiu o papel de Jason, ranger Vermelho, o primeiro líder dos Power Rangers, graças às suas habilidades em artes marciais. Foi a primeira experiência de St. John na TV, que era o ator mais jovem da série naquela época. Power Rangers se tornou um grande sucesso e Austin, juntamente com os demais atores do seriado, ganhou projeção mundial.
No meio da segunda temporada de Mighty Morphin Power Rangers, Austin e seus amigos Walter Jones e Thuy Trang deixaram a série por disputas salariais. Os atores deixaram a série de repente, sendo que o último episódio realmente feito pelos três foi o de número 20 da segunda temporada, "Opposites Attract". A entrada dos atores substitutos não foi imediata, pois a Saban ainda tentava uma negociação com St. John e seus colegas para a permanência na série. Por isso, os roteiristas da série usavam dublês (de voz e imagem), além de cenas de episódios anteriores nos quase dez capítulos que antecederam a entrada definitiva dos atores substitutos. Como não houve negociação, Austin, Thuy e Jones deixaram de vez o seriado, sendo substituídos respectivamente pelos novatos Steve Cardenas, Karan Ashley e Johnny Yong Bosch.
Austin St. John retornou mais tarde na quarta temporada da série Power Rangers: Zeo, como o Ranger Dourado. Foi criado grande suspense de quem seria sexto ranger, sendo cogitados nomes como Brad Hawkins, o ex-VR Trooper e David Yost, que ainda estava na série, mas havia perdido o status de ranger.

Como Power Rangers tinha perdido duas personagens importantes na temporada anterior, Kimberly (Amy Jo Johnson) e Aisha (Karan Ashley), a volta de Austin St. John trouxe fôlego novamente à série, pois ele ainda era muito popular, além dos fãs não terem entendido a sua saída repentina da segunda temporada. O retorno de St. John a Power Rangers criou uma nova expectativa para os fãs, que esperavam que sua participação no seriado permanecesse ainda na temporada Power Rangers: Turbo, o que não ocorreu, apesar de Austin ter participado segundo filme da franquia Power Rangers, "Turbo: A Power Rangers Movie", juntamente com Amy Jo Johnson, sua colega na primeira temporada da série.

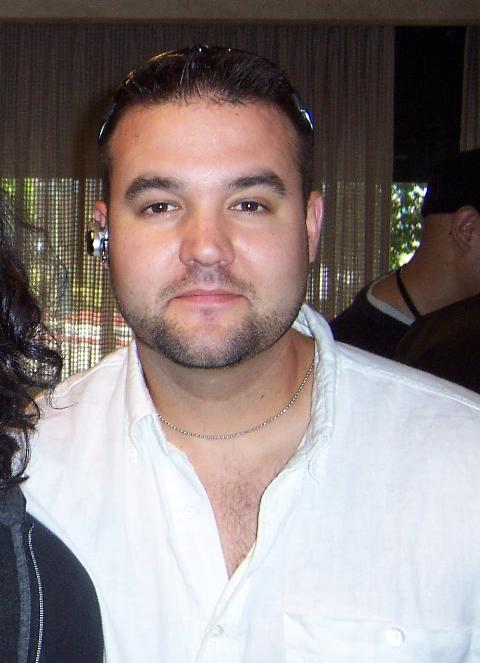
St. John na Power Morphicon 2007

Depois de participar de Power Rangers, Austin raramente conseguiu um trabalho fixo na televisão ou no cinema. Por cerca de dez anos, a vida dele como ator se limitou a fazer aparições em episódios especiais da série.
Em 1999, Austin St. John e seu colega de elenco Walter Jones participaram do "Episódio Piloto", um episódio especial de como começou Power Rangers.
Em 2002, Austin participou do episódio especial de Power Rangers: Wild Force "Forever Red", reprisando seu papel da série original.
Em 2004, o canal de TV a cabo americano ABC Family realizou uma votação e o personagem de St. John, Jason, foi eleito o melhor Ranger de todos os tempos. Mais tarde, em 2007, o canal de desenhos da Disney, Toon Disney, realizou outra votação e Jason foi considerado o ranger vermelho mais popular de todas as temporadas.

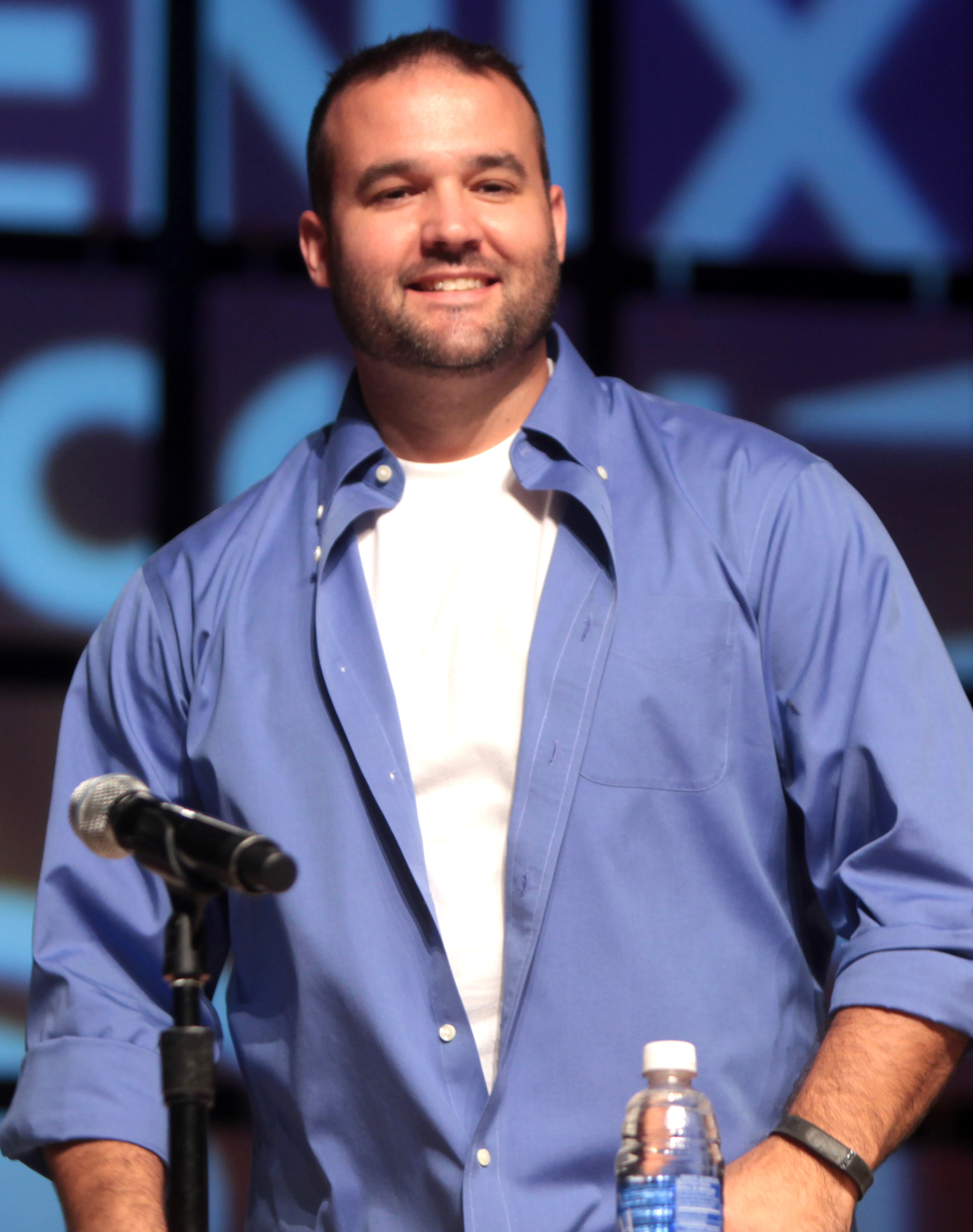
Phoenix Comicon em Junho, 2014.

Em 2006, sites e fãs-clubes do ator especulavam sua possível volta em Power Rangers: Mystic Force, o que não ocorreu. Segundo sites sobre a série, Austin St. John não tem mais contato com a produção de Power Rangers e abandonou de vez sua carreira de ator.
Sua última aparição referente a Power Rangers foi em Power Morphicon em 2007, convenção em celebração aos 15 anos da série, onde Austin foi o orador oficial. Na ocasião, Austin aproveitou para desmentir sua suposta atuação em filmes adultos, ressaltando ainda que estava processando os responsáveis pelo boato.
Austin atualmente mantém sua vida pessoal longe da mídia. Em 2007, no evento "Power Morphicon" o ex-ator disse que trabalhava como paramédico.
Depois desse evento, St. John continua levando sua vida reservada, criando especulações e curiosidades de como ele está hoje. Tudo leva a crer que Austin St. John ainda salva vidas em Sterling, Virgínia, subúrbio de Washington D.C. como paramédico, além de ser instrutor de artes marciais em academias dos Estados Unidos,

## Filmografia

### Televisão
| Ano         | Programa de televisão              | Papel                                         | Notas                                                                                    |
| ----------- | ---------------------------------- | --------------------------------------------- | ---------------------------------------------------------------------------------------- |
| 1993 - 1994 | Mighty Morphin Power Rangers       | Jason Lee Scott / Ranger Vermelho             | Papel principal, duas temporadas                                                         |
| 1996        | Power Rangers: Zeo                 | Jason Lee Scott / Ranger Dourado              | Segundo Ranger Dourado da temporada                                                      |
| 1998        | Buffy, a Caça-Vampiros             | Narrador #3 de Sunnydale High School          | 1 episódio                                                                               |
| 1999        | Power Rangers: The Lost Episode    | Ele mesmo / Jason Lee Scott / Ranger Vermelho | Apresentador                                                                             |
| 2002        | Power Rangers: Força Animal        | Jason Lee Scott / Ranger Vermelho             | Episódio: "Forever Red"                                                                  |
| 2004        | Power Rangers: Dino Trovão         | Jason Lee Scott                               | flashback - Episódio "Legado do Poder" - creditado apenas                                |
| 2008        | Power Rangers: Operação UltraVeloz | Jason Lee Scott                               | flashback - Episódios "Uma Vez Ranger, Sempre Um Ranger, Partes 1 & 2 - creditado apenas |
| 2019        | Power Rangers: Beast Morphers      | Jason Lee Scott / Ranger Vermelho             | Participação                                                                             |

### Filme
| Ano  | Filme                                               | Papel                 | Notas          |
| ---- | --------------------------------------------------- | --------------------- | -------------- |
| 1994 | Karate Masters: Beginning Martial Arts for Kids     | Ele mesmo             |                |
| 1995 | Encyclopedia of Martial Arts: Hollywood Celebrities | Ele mesmo             | Documentario   |
| 1997 | Turbo: A Power Rangers Movie                        | Jason Lee Scott       |                |
| 1998 | Exposé                                              | Detetive Anderson     | Telefilme      |
| 2003 | Companhia Perigosa                                  | Policial investigador |                |
| 2009 | Steps Toward the Sun                                | Cowboy                | Curta-metragem |
| 2015 | Survival’s End                                      |                       |                |
| 2016 | Gideon's Frontier                                   | Simon Kenton          |                |

## Livros
- Austin St. John é o autor do livro Karate Warrior: A Beginner's Guide to Martial Arts. - ISBN 1-56138-784-3.